# Татари
Татари (тат. татарлар, tatarlar; рус. татары) су туркијски народ, који претежно живи у Русији, односно у Републици Татарстан, у којој чини етничку већину од 53%. Татари су већином исламске вероисповести, мада има и православаца. Говоре татарским језиком, који спада у туркијску групу алтајске породице језика.

## Распрострањеност
Татари се деле у три главне гране: Волшки Татари, Кримски Татари и Сибирски Татари. Поред Русије, Татари живе у Узбекистану, Казахстану, Киргистану, Украјини, Белорусији, Литванији, Пољској, Финској, Румунији (Добруџа), Бугарској, Кини, Турској, Азербејџану и у дијаспори.
Татара укупно има око 7.811.000 (процене су 8 до 10 милиона), од тога у Русији 5.796.000, а у Узбекистану 1.020.000.

## Историја
Први етноним „Татари” појављује се међу монголским племенима југоисточно од Бајкалског језера у периоду 5—6. века.
Након што су разне туркијске номадске групе постале део војске Џингис-кана почетком 13. века, дошло је до фузије монголских и турскијских елемената, а дошљаци у Панонском басену постали су Европљанима познати као „Татари” или „Тартари”. Након распада Монголског царства, Татари су постали посебно идентификовани са западним делом царства, познатом као Златна хорда. Ови Татари су прихватили сунитски ислам у 14. веку.
Због унутрашњих подела и разних притисака са стране Златна хорда се распала крајем 14. века на независне татарске канате Казањ и Астрахан на реци Волги, Сибир у Западном Сибиру и Крим. Русија је под вођством Ивана IV Грозног освојила остала три каната у 16. веку, сем Кримског, који је постао вазална држава Османског царства све док га Катарина Велика 1783. године није припојила Русији.